# Граф Дербійський

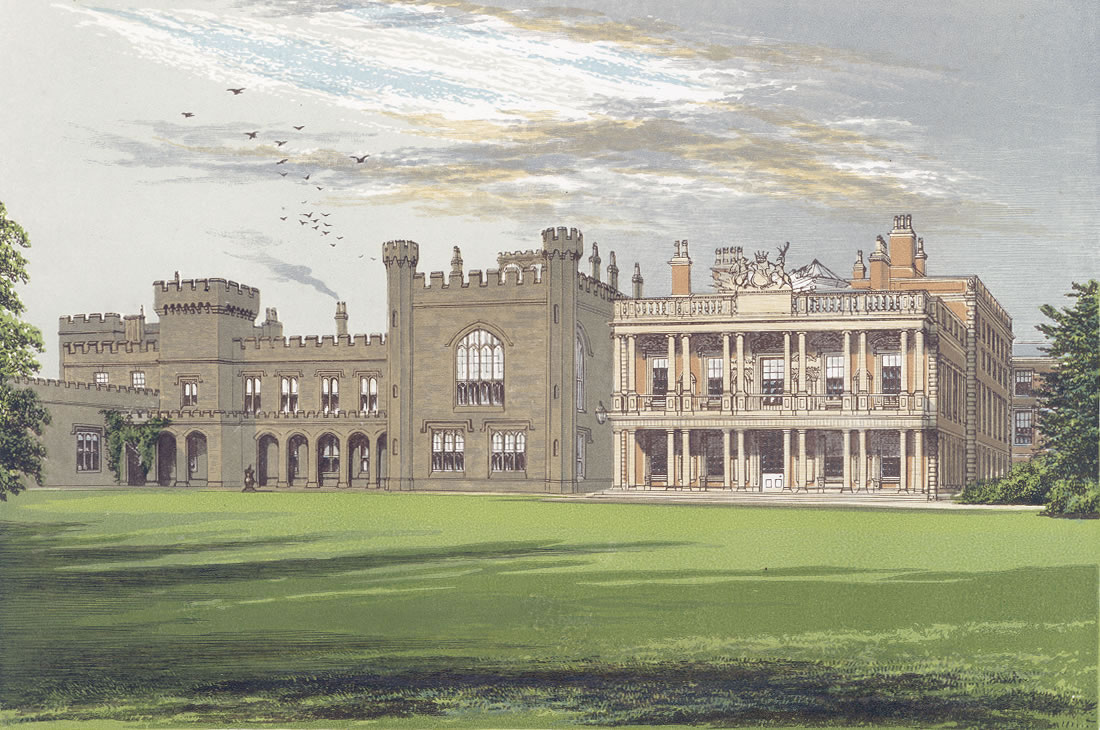
Палац Ноузлі-Холл — резиденція графів Дербі

Граф Дербійський (англ. Earl of Derby) — англійський графський титул у системі дворянських титулів Англії. Титул графа Дербі вперше було започатковано 1138 року для Роберта де Феррьєра, крупного англонормандського аристократа, що мав великі земельні володіння у Дербіширі. Первинною резиденцією графів був замок Татбері у Ворікширі (нині напівзруйнований). Титул графа Дербі залишався у розпорядженні дому де Феррерс (де Феррьєр) до 1269 року, коли його було конфісковано за участь Роберта де Феррерса у заколоті проти короля Генріха III. Разом із титулом були конфісковані й володіння Феррерсів, які згодом було включено до складу земель герцогства Ланкастер, що належало королівській родині. Титул графа Дербійського було відновлено 1337 року для Генрі Гросмонтського, видатного англійського полководця початку Столітньої війни, а потім перейшов у розпорядження дому Ланкастерів. З 1485 року й донині графами Дербі є представники родини Стенлі. Дім Стенлі відігравав істотну роль у політичному житті Англії в нові часи й мав суверенітет над островом Мен. Серед найвідоміших власників титулу: Джеймс Стенлі, 7-й граф Дербі, один з найактивніших роялістів часів Англійської революції XVII століття; Едвард Сміт-Стенлі, 12-й граф Дербі, засновник всесвітньо відомих скачок Епсом-Дербі; Едвард Сміт-Стенлі, лідер консерваторів і прем'єр-міністр Великої Британії у середині XIX століття; а також Фредерік Стенлі, 16-й граф Дербі, засновник хокейного кубку Стенлі.
Сучасні власники титулу графа Дербі також мають титули барона Стенлі з Бікерстаффа (Ланкашир) і барона Стенлі із Престона (Ланкашир, обидва титули — в системі титулів Великої Британії). Чинний граф Дербійський — Едвард Річард Вільям Стенлі, 19-й граф Дербійський (нар. 1962). Головною резиденцією графів з 1385 року є палац Ноузлі-Холл у передмісті Ліверпуля.

## Історія

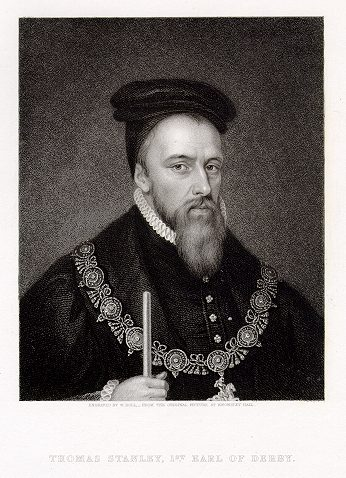
Томас Стенлі, 1-й граф Дербі

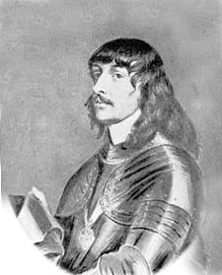
Джеймс Стенлі, 7-й граф Дербі

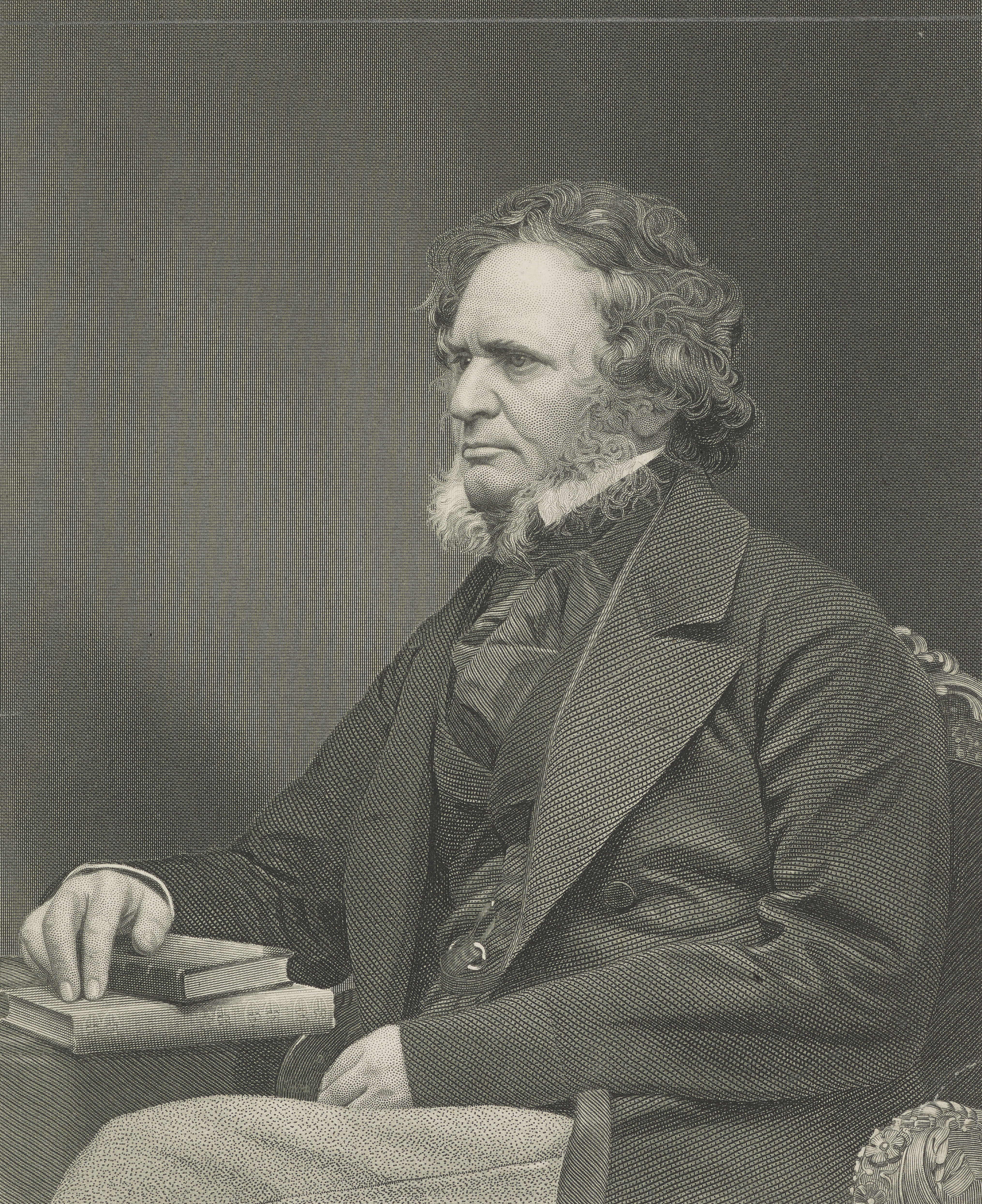
Едвард Сміт-Стенлі, 14-й граф Дербі

### Дім де Феррерс
Вперше титул графа Дербі було започатковано 1138 року. Його було надано Роберту де Феррьєру (пом. 1139), одному з найбільших землевласників Середньої Англії, учасник «битви Штандартів» і відданий соратник короля Стефана Блуаського за часів громадянської війни 1135—1154 років. Роберт був сином Генріха де Феррьєра (пом. бл. 1101), власника сеньйорії Феррьєр у Центральній Нормандії, який брав участь у нормандському завоюванні Англії й отримав великі володіння у Дербіширі, Лестерширі й низці інших англійських графствах. Резиденцією Генріха і його нащадків став замок Татбері на кордоні Ворікшира. Син і спадкоємець Роберта Роберт де Феррерс Молодший (пом. бл. 1160) був позбавлений титулу графа після вступу на англійський престол Генріха II. Вільям де Феррерс, 3-й граф Дербі (пом. 1190) був одним з лідерів заколоту синів Генріха II 1173—1174 років, після придушення якого заарештований і позбавлений своїх замків. У подальшому, однак, Вільям примирився з королем, а у 1189—1190 роках під проводом Річарда Левове Серце взяв участь у Третьому хрестовому поході й загинув під стінами Акри.
Офіційно титул графа Дербі було повернуто дому де Феррерс у 1199 році королем Іоанном Безземельним. Вільям де Феррерс, 4-й граф Дербі (пом. бл. 1247), користувався особливою симпатією короля Іоанна та за часів баронських війн початку XIII століття бився на його боці. Завдяки шлюбним союзам Вільяма і його сина графи Дербі значно розширили свої земельні володіння і вплив у Середній Англії, зокрема за рахунок придбання Ланкаширу, в результаті чого Роберт де Феррерс, 6-й граф Дербі (пом. 1279), виявився одним з найбагатших англійських магнатів. У війнах Генріха III та баронської опозиції на чолі з Симоном де Монфором в середині XIII століття Роберт де Феррерс взяв бік останнього, за що після перемоги короля у битві під Івшемом 1265 року втратив усі свої володіння. Йому вдалось повернути їх ціною сплати величезного викупу, проте 1266 року Роберт знову долучився до заколоту проти короля. Зазнавши поразки, граф Дербі був заарештований, звинувачений у державній зраді та ув'язнений. Його володіння й титули було конфісковано. Хоча 1269 року Роберту вдалось вийти на волю, йому було повернено лише малу частину колишніх володінь родини, натомість основна їхня частина лишилась у розпорядженні короля і стала ядром герцогства Ланкастер, домену королівської родини, що мало особливий статус. Нащадки Роберта де Феррерса вже не відігравали суттєвої ролі у політичному житті Англії.

### Плантагенети
Землі колишніх графів Дербі наприкінці XIII століття були передані молодшому сину короля Генріха III Едмунду Хрестоносцю (пом. 1296) й у подальшому передавались у спадок в його родині. 1337 року Едуард III подарував титул графа Дербі онуку Едмунда Генріху Гросмонту (пом. 1361), одному з найвидатніших англійських полководців початкового періоду Столітньої війни. У 1251 році Генріх також став герцогом Ланкастером. Його дочка вийшла заміж за Джона Гонта (пом. 1399), третього сина Едуарда III, який таким чином успадкував титули графа Дербі й герцога Ланкастера. Син Джона Гонта — Генріх Болінгброк (пом. 1413), у 1399 році захопив англійський престол і заснував королівську династію Ланкастерів. Коронація Генріха означала припинення існування титулу графа Дербі, а пов'язані із ним володіння увійшли до складу королівського домену.

### Дім Стенлі
Третя креація титулу графа Дербі відбулась 1485 року. Його було надано Томасу Стенлі (пом. 1504), одному з найвпливовіших баронів періоду кінця війни Червоної та Білої троянди, чия підтримка відіграла вирішальну роль у перемозі Генріха VII під Босвортом та його вступі на престол 1485 року. Томас Стенлі також був вітчимом короля Генріха VII, будучи одруженим з його матір'ю Маргаритою Бофорт, і королем острова Мен під сюзеренітетом англійського монарха. Нащадки Томаса, однак, уже не використовували титул короля Мена, а йменувались лордами острова Мен. Володіння дому Стенлі в Англії розташовувались, головним чином, не в Дербіширі, а в Ланкаширі із центром в Ноузлі-Холлі неподалік від Ліверпуля. Правнук Томаса Стенлі, Едвард Стенлі, 3-й граф Дербі (пом. 1572), був одним з керівників придушення крупного католицького повстання у Північній Англії 1536 року, відомого під назвою «Паломництво милості», а потім входив до Таємної ради королеви Марії Тюдор. Фердинандо Стенлі, 5-й граф Дербі (пом. 1594), прославився як покровитель театра і Вільяма Шекспіра, проте 1594 року несподівано помер, можливо будучи отруєним єзуїтами. Його єдина дочка Анна Стенлі, за бабусею — нащадок Марії Тюдор, молодшої дочки Генріха VII, відповідно до заповіту Генріха VIII мала успадкувати англійську корону по смерті Єлизавети I, однак престол перейшов до Якова I, королю Шотландії й нащадку старшої дочки Генріха VII.
Значної слави набув Джеймс Стенлі, 7-й граф Дербі, на прізвисько «Великий Стенлі» (пом. 1651), який за часів Англійської революції XVII століття бився на боці короля й перетворив острів Мен на притулок роялістів. У 1650 році Джеймс Стенлі брав участь в поході Карла II, що завершився Вустерською битвою, але потім його було взято у полон республіканцями і страчено. Старша чоловіча лінія дому Стенлі припинилась 1737 року зі смертю Джеймса Стенлі, 10-го граф Дербі, після чого графський титул перейшов до нащадків молодшого брата 2-го графа Дербі з роду Стенлі з Бікерстаффа. Інші титули, включаючи сюзеренітет над островом Мен, дістались шотландському дому Муррей, що був за жіночою лінією спорідненим до «Великих Стенлі». Із графів Дербі XVIII століття найбільш відомий Едвард Сміт-Стенлі, 12-й граф Дербі (пом. 1834), засновник Епсом-Дербі, одного з найпрестижніших у світі змагань з кінного спорту. Його син, Едвард Сміт-Стенлі, 13-й граф Дербі (пом. 1851), був покровителем Едварда Ліра. Найбільший внесок в історію Великої Британії, однак, зробив син останнього Едвард Сміт-Стенлі, 14-й граф Дербі (пом. 1869), один з найбільших британських діячів середини XIX століття, що неодноразово займав пост прем'єр-міністра та незмінний лідер Консервативної партії упродовж 1846—1868 років, не поступався за впливом своєму головному конкуренту Бенджаміну Дізраелі. Його старший син Едвард Стенлі, 15-й граф Дербі (пом. 1893), також був членом уряду й посідав пост міністра закордонних справ Великої Британії за часів Східної кризи 1876—1879 років, а молодший — Фредерік Стенлі, 16-й граф Дербі (пом. 1908), у 1880—1893 роках служив генерал-губернатором Канади. Останній також відомий як засновник кубка Стенлі, найпрестижнішого хокейного турніру Північної Америки.
Нині титул графа Дербі носить Едвард Річард Вільям Стенлі (нар. 1962), 19-й граф Дербі, барон Стенлі і барон Стенлі з Престона. Його резиденцією все ще є Ноузлі-Холл. Син і спадкоємець титулів — Едвард Джон Робін Стенлі (нар. 1998) використовує як «титул ввічливості» титул лорда Стенлі.

## Список

Герб роду де Феррерс

Герб Генріха Гросмонта

Герб Джона Гонта

Герб роду Стенлі

### 1 креація (1138)
- Роберт де Феррьєр, 1-й граф Дербі (бл. 1062—1139), син Генріха де Феррьєра, учасника нормандського завоювання Англії;
- Роберт де Феррерс, 2-й граф Дербі (пом. 1160), сын предыдущего;
- Вільям де Феррерс, 3-й граф Дербі (убито 1190), син попереднього;
- Вільям де Феррерс, 4-й граф Дербі (пом. 1247), син попереднього;
- Вільям де Феррерс, 5-й граф Дербі (пом. 1254), син попереднього;
- Роберт де Феррерс, 6-й граф Дербі (1239—1279), син попереднього, титул конфісковано у 1266—1269 роках.

### 2 креація (1337)
- 1337—1361: Генрі Гросмонтський
- 1362—1399: Джон Гентський, зять попереднього;
- Генріх Болінгброк (1367—1413), граф Лестер, Ланкастер і Дербі, герцог Ланкастер (з 1399), граф Нортгемптон (з 1384), герцог Герефорд (з 1397), король Англії під ім'ям Генріх IV (з 1399), син попереднього. Титул припинив існування із вступом Генріха Болінгброка на англійський престол 1399 року.

### 3 креація (1485)
- Томас Стенлі, 1-й граф Дербі (бл. 1435—1504), король острова Мен і 2-й барон Стенлі (з 1459), вітчим Генріха VII, короля Англії;
- Томас Стенлі, 2-й граф Дербі (1477—1521), лорд острова Мен і 3-й барон Стенлі (з 1504), 10-й барон Стрейндж і 4-й барон Могун (з 1514), онук попереднього;
- Едвард Стенлі, 3-й граф Дербі (бл. 1508—1572), лорд острова Мен, барон Стенлі, Стрейндж і Могун (з 1521), син попереднього;
- Генрі Стенлі, 4-й граф Дербі (1531—1593), лорд острова Мен, барон Стенлі, Стрейндж і Могун (з 1572), син попереднього;
- Фердинандо Стенлі, 5-й граф Дербі (1559—1594), лорд острова Мен, барон Стенлі, Стрейндж і Могун (з 1593), син попереднього;
- Вільям Стенлі, 6-й граф Дербі (до 1584—1642), лорд острова Мен (з 1594), брат попереднього;
- Джеймс Стенлі, 7-й граф Дербі (1607—1651), лорд острова Мен (з 1594), барон Стрейндж (з 1628), син попереднього;
- Чарльз Стенлі, 8-й граф Дербі (1628—1672), барон Стрейндж (з 1651), лорд острова Мен (з 1660), син попереднього;
- Вільям Стенлі, 9-й граф Дербі (1655—1702), лорд острова Мен, барон Стрейндж (з 1627), син попереднього;
- Джеймс Стенлі, 10-й граф Дербі (1664—1736), лорд острова Мен (з 1702), барон Стрейндж (з 1732), брат попереднього;
- Едвард Стенлі, 11-й граф Дербі (1689—1776), нащадок сера Джеймса Стенлі, молодшого брата Томаса Стенлі, 2-го графа Дербі;
- Едвард Сміт-Стенлі, 12-й граф Дербі (1752—1834), онук попереднього;
- Едвард Сміт-Стенлі, 13-й граф Дербі (1775—1851), барон Стенлі з Бікерстаффа (з 1832), син попереднього;
- Едвард Сміт-Стенлі, 14-й граф Дербі (1799—1869), барон Стенлі з Бікерстаффа (з 1844), прем'єр-міністр Великої Британії (1852, 1858—1859, 1866—1868), голова Консервативної партії Великої Британії (1846—1868), син попереднього;
- Едвард Стенлі, 15-й граф Дербі (1826—1893), барон Стенлі з Бікерстаффа, син попереднього;
- Фредерік Стенлі, 16-й граф Дербі (1841—1908), барон Стенлі з Престона (з 1886), барон Стенлі з Бікерстаффа (с 1893), генерал-губернатор Канади (1888—1893), брат попереднього;
- Едвард Стенлі, 17-й граф Дербі (1865—1948), барон Стенлі з Бікерстаффа і Стенлі з Престона (з 1908), син попереднього;
- Едвард Стенлі, 18-й граф Дербі (1918—1994), барон Стенлі з Бікерстаффа і Стенлі з Престона, онук попереднього;
- Едвард Стенлі, 19-й граф Дербі (нар. 1962), барон Стенлі з Бікерстаффа і Стенлі з Престона, племінник попереднього.
  - спадкоємець: Едвард Джон Робін Стенлі, лорд Стенлі (нар. 1998)